# Сельское хозяйство Украины

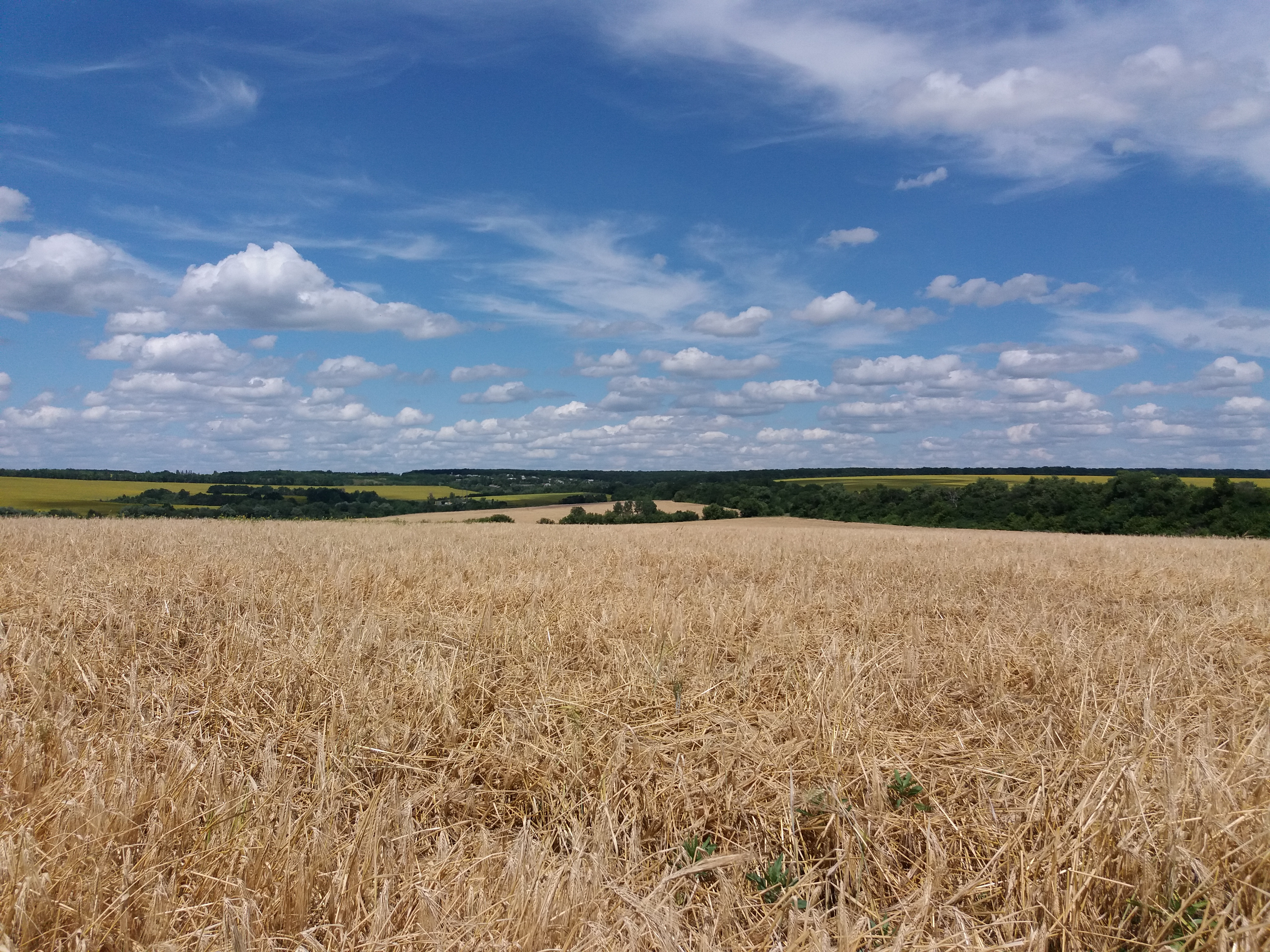
Поле вблизи с. Русская Лозовая. Харьковская область

Сельское хозяйство Украины — ключевой сектор экономики Украины. 
Страна является одним из крупнейших в мире производителей картофеля, пшеницы, сои, кукурузы, растёт производство для внутреннего потребления и экспорта. Агропромышленный комплекс (АПК) страны обеспечивает 14 % ВВП (на 2015 год) и является ведущей экспортной отраслью страны.
Главной отраслью специализации сельского хозяйства страны является растениеводство, в особенности техническое и кормовое (сахарная свёкла, подсолнечник и так далее).
На территории Украины  находится 32 миллиона гектаров чернозёма, что составляет треть пахотных земель всей Европы; население Украины, в контролируемых границах, — около 37 миллионов человек, таким образом, на Украине на каждого жителя страны приходится почти один гектар чернозема. 
В зависимости от климатических условий и уровня увлажненности территории выделяют три агропромышленные зоны:
- Полесье: средний уровень теплообеспечения и достаточная увлажненность территории, почвы торфянисто-болотные бедные гумусом, здесь выращивают в основном лен, картофель, тут же находятся большие посевы ржи;
- Лесостепь и степь: высокий уровень теплообеспечения, достаточный уровень увлажнения, плодородные чернозёмные почвы, основной район выращивания зерновых культур (пшеницы, кукурузы, риса и проса), сахарной свеклы, подсолнечника, в более засушливых степных районах (Херсон, Одесса, Николаев) развито выращивание бахчевых культур (дынь, арбузов);
- Закарпатье — в этих районах развито садоводство, виноградарство, выращивается табак и различные эфиромасличные культуры.

Сейчас, по словам бывшего Президента Украины П. Порошенко, Украина проводит политику (в условиях проводящейся деиндустриализации страны), целью которой является превращение Украины в аграрную сверхдержаву. Действительно, позиции Украины в мировом сельском хозяйстве значительно укрепились за последние годы, несмотря на то, что позиции экономики Украины в целом в мире значительно ослабли, а страна переживает глубокий долгосрочный экономический и демографический кризис.

## История

### Сельское хозяйство Украинской ССР
Сельское хозяйство Советской республики рабочих и крестьян специализировалось главным образом на производстве зерна, технических культур и продукции животноводства. 
В советское время за УССР закрепилась слава «всесоюзной житницы». В этот период в сельском хозяйстве страны доминировала коллективно-хозяйственная система производства; в 1987 году в УССР насчитывалось 2383 совхозов и 7576 колхозов (см. также Коллективизация в СССР).
В 1953 году урожай сельскохозяйственной продукции составил 21 408 500 тонн. В 1970 году валовой сбор зерновых составил 36 400 000 тонн.

Сельскохозяйственные угодья составляли 41 900 000 га, из них:
- пашня — 34 200 000 га;
- сенокосы — 2 000 000 га;
- пастбища — 4 600 000 га.

В 1991 году размер посевных площадей составлял 32 021 тыс. га (в том числе 14 670 тыс. га зерновых культур, 3 612 тыс. га технических культур, 1533 тыс. га картофеля, 477 тыс. га овощей и бахчевых культур, а также 11 555 тыс. га кормовых культур).
Валовый сбор зерновых в 1990 году составлял 51 009 тыс. тонн, в 1991 году — 38 674 тыс. тонн.

### Независимая Украина

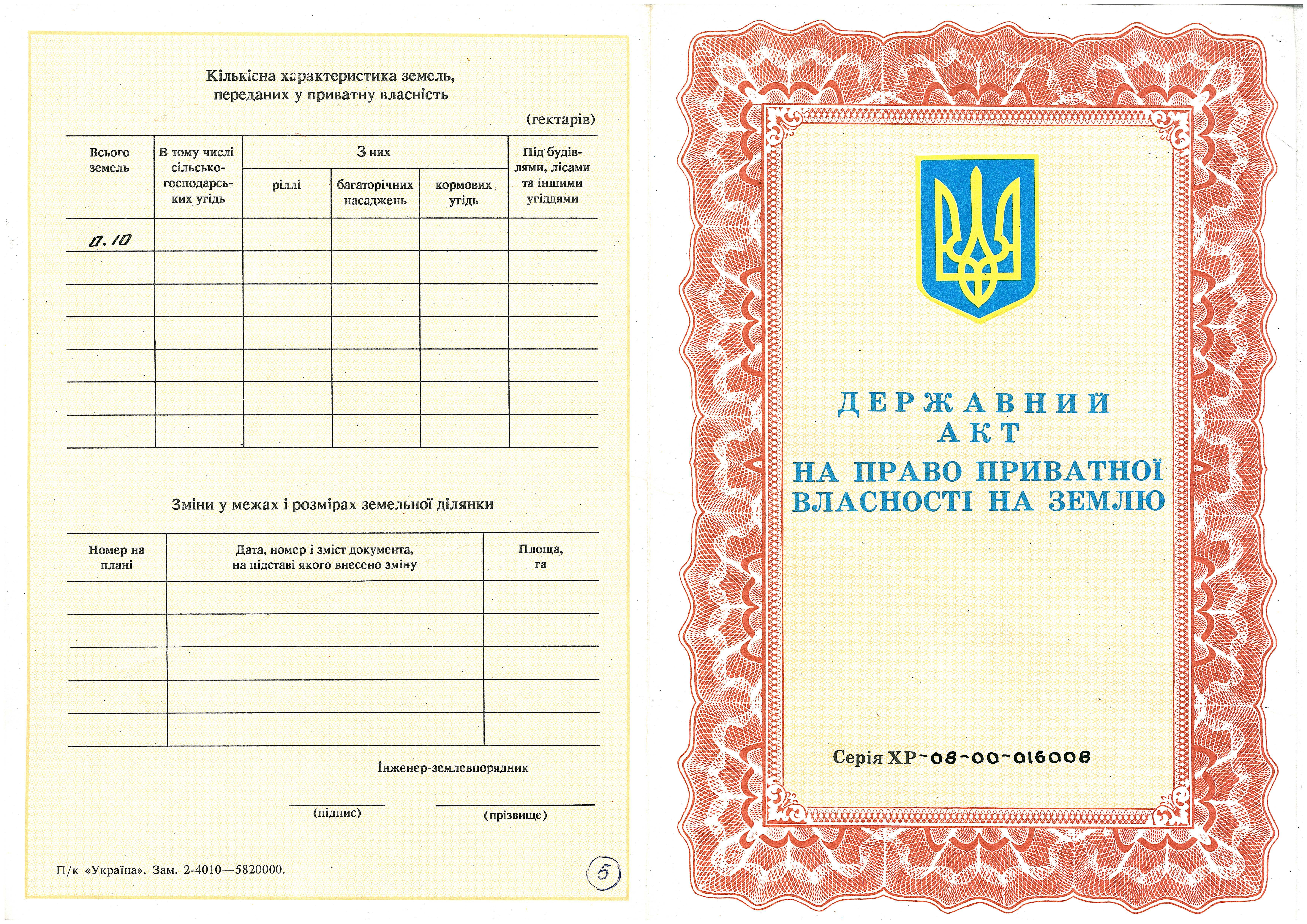
Акт частной собственности на землю, 1994 год

В постсоветский период на рынок сельскохозяйственной продукции Украины устремились транснациональные компании Германии и США, которые зачастую делают акцент на более прибыльной продукции ГМО. При этом, главной отраслью специализации сельского хозяйства страны является растениеводство, в особенности техническое и кормовое. В условиях современных рыночных отношений страна идёт по пути углублённой специализации в этом направлении, при параллельном упадке других отраслей, например животноводства.
До майдана и начала военных действий в 2014 году в подчинении центральной власти Украины находилось 32 миллиона гектаров чернозёма, что составляет треть пахотных земель всей Европы; благодаря этому страна занимала третье место в мире по экспорту кукурузы, пятое — по экспорту пшеницы.
После присоединения Украины 5 марта 2008 года к ВТО — стране запрещено дотировать экспорт сельскохозяйственной продукции.
В 2011 году состоялся круглый стол на тему «Три года в ВТО: последствия и вызовы для национального производителя», на котором глава Федерации работодателей Украины Д. Олейник сообщил, что за три года членства в ВТО Украина потеряла больше, чем приобрела (и выступил за переговоры об изменении условий членства Украины в ВТО) — с 1 января 2011 Украина в рамках обязательств перед ВТО обнулила импортные сборы на алкогольную продукцию и в результате производство виноградных вин на Украине за 6 месяцев этого года сократилось на 41,3 %; также ухудшилось положение в свиноводстве — после вступления в ВТО импорт свинины вырос в 2,9 раз, а доля импорта достигла почти 40 %.
В 2011 году Украина собрала рекордный за время независимости урожай картофеля — более 23 млн тонн с посевных площадей 1439 тыс. га. В 2011—2012 гг. на долю Украины пришлось 2,6 % мирового производства зерновых культур и 9,2 % мировой торговли зерном, что позволило стране занять 6-е место в мире среди стран — экспортёров зерна.
В 2010-х больше ста молочно-товарных ферм прекратили свое существование, сократилось поголовье скота: сейчас в стране не больше 600 тыс. голов крупного рогатого скота (в 1990 году этот показатель составлял 46,8 млн).
В 2017 году Пекин дал кредит в 3 млрд долларов под поставку Украиной зерна в КНР, но Киев, получив деньги, смог поставить лишь 5 % от требуемого; ведутся суды.
В марте 2020 г. Верховная рада приняла закон о продаже земли на Украине (отмене моратория на продажу земель сельскохозяйственного назначения); приобретение земли физическими лицами будет возможно с 1 июля 2021, для юрлиц рынок земли будет открыт в 2024 г.. Согласно Закону собственниками земли могут быть только граждане Украины и украинские юрлица. Вопрос доступа к рынку земли иностранных граждан и юрлиц будет рассмотрен на всеукраинском референдуме  (см. Рынок земли на Украине)
В мае 2022 года Евросоюз на год сняла все ограничения на экспорт украинской агропродукции (все сельхозпродукты с Украины), отменив таможенные пошлины, проложив так называемые «линии солидарности», чтобы поддержать её экономику (см. также Зерновая сделка); в граничащих с Украиной странах (Польша, Венгрия, Болгария, Словакия и Румыния) это вызвало кризис, вызванный наплывом зерна с Украины.

2 мая 2023 года Еврокомиссия запретила экспорт с Украины пшеницы, кукурузы, рапса и семян подсолнечника в Болгарию, Венгрию, Польшу, Румынию и Словакию сроком до 5 июня (также, Еврокомиссия пообещала выделение 100 млн евро на поддержку в данных государствах сельского хозяйства), разрешив при этом транзит украинского продовольствия через данные страны во все государства ЕС (при этом, ранее ЕК сообщила об экстренных мерах, которые будут предприняты по вывозу скопившего в указанных странах украинского зерна); запрет был продлён до 15 сентября (в случае продления запрета, Украина намерена подать иск против Польши и ЕС во Всемирную торговую организацию).

## Крупнейшие предприятия
Крупнейшие агрохолдинги Украины:
- Кернел[источник не указан 1945 дней]
- НИБУЛОН
- агрохолдинг uk:UkrLandFarming «Укрлендфарминг»
- Мироновский хлебопродукт (см. uk:Миронівський хлібопродукт)
- ViOil[источник не указан 1945 дней]
- Астарта[источник не указан 1945 дней]
- Allseeds Group[источник не указан 1945 дней]
- Агропросперис
- T.B.Fruit[источник не указан 1945 дней]
- Укрпроминвест‑Агро[источник не указан 1945 дней]
- АПК-Инвест
- Комплекс Агромарс
- Группа компаний "Глобино" (Глобинский район; мясокомбинат, свинокомплекс, маслосырзавод)[25]
- HarvEast Holding

Несмотря на заявленный курс на построение «аграрной сверхдержавы», по итогам 2019 года среди 100 крупнейших плательщиков в казну — не оказалось ни одного аграрного предприятия.

## Растениеводство
|    | Культура                  | 20 | 2018 | 2019 | 2020  | 2021                     |
| -- | ------------------------- | -- | ---- | ---- | ----- | ------------------------ |
| 1  | Зерновые культуры         | 0  | 70,1 | 75,1 | 65,4  | 79,733                   |
| 2  | Пшеница                   | 0  | 24,6 | 28,3 | 25,1  | 32,441                   |
| 2  | Продовольственная пшеница | 0  | 0    | 0    | 58%   | 42%                      |
| 3  | Ячмень                    | 0  | 0    | 0    | 7,77  | 9,878                    |
| 4  | Кукуруза                  | 0  | 35,8 | 35,9 | 29,8  | 35,07 (87,5%, 73,3 ц/га) |
| 5  | Подсолнечник              | 0  | 0    | 0    | 13    | 16,2                     |
| 6  | Соя                       | 0  | 0    | 0    | 2,8   | 3,4                      |
| 7  | Рапс                      | 0  | 0    | 0    | 2,55  | 2,9                      |
| 8  | Горох                     | 0  | 0    | 0    | 516,2 | 576,17                   |
| 9  | Гречиха                   | 0  | 0    | 0    | 105,6 | 109,6                    |
| 10 | Просо                     | 0  | 0    | 0    | 243,7 | 184,7                    |
| 11 | Сахарная свекла           | 0  | 0    | 0    | 9     | 10,5                     |
| 12 | Картофель                 | 0  | 0    | 0    | 0     | 0                        |

В 2011—2012 гг. на долю Украины пришлось 2,6 % мирового производства зерновых культур и 9,2 % мировой торговли зерном, что позволило стране занять 6-е место в мире среди стран — экспортёров зерна. 

В 2012 году урожай зерновых составил 46 млн тонн,
в 2013 году — 63 млн тонн. 

В 2014 году Украина (без учёта Крыма) собрала 63,8 млн тонн зерновых и зернобобовых (на 2,4 % больше, чем в 2013) и является рекордом для страны за годы независимости; по результатам прошедшего маркетингового года (он начинается у сельхозпроизводителей 1 июля) Украина экспортировала 34,6 млн тонн, что также стало рекордным для страны показателем. 

В 2015 году Украина (без учёта Крыма, Севастополя и зоны АТО) собрала 60,1 млн тонн зерновых и зернобобовых, что на 5,8 % меньше, чем в 2014 году, сахарной свеклы — 10,3 млн тонн (-34,3 %), картофеля — 20,8 млн тонн (-12 %), семена подсолнечника — 11,2 млн тонн (+10,3 %). Посевная площадь сельскохозяйственных культур в хозяйствах всех категорий под урожай 2015 года составила 26,7 млн га, что на 540 тыс. га меньше по сравнению с 2014 годом. 

В 2016/17 маркетинговом году Украина переместилась в рейтинге мировых экспортеров пшеницы с пятого на шестое место.
Украина входит в тройку (на 2016 год) крупнейших в мире производителей и экспортёров подсолнечного масла.
Посевная кампания 2022 года на Украине завершена, засеяно 75 % площадей от показателя 2021 года: основные сельхозкультуры засеяны на площади 13,18 млн га, что составляет 91,5% от запланированных на текущий сезон 14,4 млн га.
22 июля 2022 года премьер-министр Д. Шмыгаль сообщил, что урожай зерновых и масличных культур ожидается на уровне 65-70 миллионов тонн, что составляет около 70 % от показателя 2020/21 годов.
Кукуруза:

Урожаи кукурузы:
- 1998 г. — 2,3 млн тонн
- 1999 г. — 1,7 млн тонн
- 2006 г. — 6,426 млн тонн
- 2007 г. — 7,424 млн тонн

Картофель: 
в 2011 году Украина собрала рекордный за время независимости урожай картофеля — более 23 млн тонн, с посевных площадей 1439 тыс. га.

В 2020 году Украина импортировала более 300 тыс. тонн картошки; в 2021 г. импорт картофеля составит до 100 тыс. т. (импорт картофеля в страну в 2018-2020 гг. вырос в 250 раз).
Основные показатели растениеводства:
- производство зерна — ▲ 62,3 млн т (51 млн т в 1990 году);
- производство сахарной свёклы — ▼ 14,5 млн т (44,2 млн т в 1990);
- производство подсолнечника — ▲ 11,9 млн т (2,5 млн т в 1990);
- производство картофеля — ▲ 22 млн т (16,7 млн т в 1990);
- производство овощей — ▲ 9,3 млн т (6,6 млн т в 1990).

Основная часть экспорта зерновых в 2013 г. пришлась
на страны Азии (34 % экспорта),
ЕС (27 %) и
СНГ (21 %).

## Животноводство
Поголовье коров на Украине в течение 30 лет, начиная с 1990 года, сократилось больше чем в 5 раз, и в 2,4 раза меньше, чем в 1945.
На начало 1945 года поголовье коров на Украине составляло 4312,2 тыс голов (на начало 1940 - 5964,5 тыс голов).
На 1 января 1990 года поголовье составляло 8527,6 тыс голов коров, а в целом поголовье КРС составляло 25194,8 тыс голов.
Поголовье коров на Украине на 1 февраля 2022 года составляет 1552,7 тыс голов против 1662,1 тыс голов на 1 февраля 2021. В том числе поголовье коров в сельскохозяйственных предприятиях составляет 423,7 тыс голов против 422,8 тыс голов на 1 февраля 2021. Поголовье коров у населения составляет 1129 тыс голов против 1239,3 тыс голов в соответствующий период прошлого года.
Производство молока уменьшилось на 4,2%. Производство молока в 2020 году составило 9254,9 тыс тонн против 9663,2 тыс. тонн в 2019 году.
Животноводство в этом секторе экономики большой роли не играет, в основном здесь развито его мясомолочное направление, свиноводство, разведение овец и разных видов домашней птицы.
Поголовье скота на Украине составляло (на 1 апреля 2008) 5,7 млн голов.
Свиноводство:
после вступления в ВТО импорт свинины вырос в 2,9 раз (доля импорта достигла почти 40 %).
Основные показатели животноводства[когда?]:
- производство мяса (в живом весе) — ▼ 3,2 млн т (4,3 млн т в 1990 году);
- производство молока — ▼ 10,3 млн т (24,5 млн т в 1990);
- производство яиц — ▲ 17,6 млрд шт. (16,2 млрд шт. в 1990);
- производство овечьей шерсти — ▼ 4,5 тыс. т (29,8 тыс. т в 1990).

## Экспорт
В 2010-х Китай — один из важнейших торговых партнеров Украины с долей в 14,5 % от всего украинского экспорта, большую часть которого составляет сельхозпродукция; экспортируется пшеница, горох, рыбная продукция, черешня, яблоки, также корма для животных.

## Прочее
В 2013 году было произведено 73,7 тыс. тонн мёда, по этому показателю страна занимает 1-е место в Европе и 5-е — в мире (после Китая, Индии, Аргентины и США).
Садоводство и виноградарство:
На протяжении истории независимой Украины доля плодово-ягодных культур и винограда в структуре валовой продукции сельского хозяйства существенно не изменилась: 1990 г. она составляла 4,3 %, а к середине 1990-х гг. несущественно снизилась — до 3,7 %. В 2006 г. — 3,1 %. При этом,  значительно снизился уровень рентабельности производства данной продукции.
Наибольшее количество виноградников страны находится в Одесском регионе, в частности, на юге области — в украинской Бессарабии, на втором месте был (до 2014 г.) — Крым, остальные примерно 17 % насаждений — в Николаевской, Херсонской, Закарпатской и Запорожской областях.
Технические сорта винограда (которые идут на производство алкогольных напитков) составляют 95 % урожая.